# Lakhisarai
Lakhisarai (o Luckeesarai) è una suddivisione dell'India, classificata come municipality, di 77.840 abitanti, capoluogo del distretto di Lakhisarai, nello stato federato del Bihar. In base al numero di abitanti la città rientra nella classe II (da 50.000 a 99.999 persone).

## Geografia fisica
La città è situata a 25° 10' 60 N e 86° 4' 60 E e ha un'altitudine di 41 m s.l.m..

## Società

### Evoluzione demografica
Al censimento del 2001 la popolazione di Lakhisarai assommava a 77.840 persone, delle quali 41.375 maschi e 36.465 femmine. I bambini di età inferiore o uguale ai sei anni assommavano a 14.261, dei quali 7.335 maschi e 6.926 femmine. Infine, coloro che erano in grado di saper almeno leggere e scrivere erano 38.632, dei quali 24.300 maschi e 14.332 femmine.